# Kajora
Kajora là một thị trấn thống kê (census town) của quận Barddhaman thuộc bang Tây Bengal, Ấn Độ.

## Nhân khẩu
Theo điều tra dân số năm 2001 của Ấn Độ, Kajora có dân số 24.955 người. Phái nam chiếm 55% tổng số dân và phái nữ chiếm 45%. Kajora có tỷ lệ 54% biết đọc biết viết, thấp hơn tỷ lệ trung bình toàn quốc là 59,5%: tỷ lệ cho phái nam là 62%, và tỷ lệ cho phái nữ là 43%. Tại Kajora, 12% dân số nhỏ hơn 6 tuổi.